# Eugenio Tanzi
Eugenio Tanzi (Trieste, 26 gennaio 1856 – Salò, 18 gennaio 1934) è stato uno psichiatra italiano. 
Tra i più influenti del panorama nazionale a cavallo tra XIX e XX secolo, studiò medicina prima a Padova e poi a Graz.

## Biografia
Essendogli impedito, per via dei suoi sentimenti patriottici italiani, di esercitare la professione a Trieste (sua città natale), Tanzi inizia le sue esperienze psichiatriche a Reggio Emilia, sotto la guida del neurologo e psichiatra bolognese Augusto Tamburini. Si forma alla sua scuola, che unisce competenze organizzative e scientifiche, e porta avanti un approccio biologicista.
Professore di psichiatria a Cagliari nel 1893, nel 1895 prende il posto del maestro come professore di Psichiatria a Firenze, dove resterà fino alla conclusione della sua carriera e dove avvia una serie di ricerche sperimentali di ambito neurologico e neuropsicologico. Da Firenze sostiene, tra i primi in Europa, la teoria del neurone di Santiago Ramón y Cajal, destinata ad avere un ruolo fondamentale nello sviluppo delle neuroscienze. Nello stesso periodo diviene anche Sovraintendente del Manicomio di San Salvi.
Nel 1896, assieme ad Augusto Tamburini e a Enrico Morselli, fonda la Rivista di Patologia Nervosa e Mentale (RPNM), una delle principali riviste scientifiche italiane di neuropsichiatria del tempo.
Nel 1903, a seguito di alcuni scandali si dimette da Sovrintendente del Manicomio di San Salvi.
Tra i suoi scritti più noti quello pubblicato con Gaetano Riva sulla paranoia (1884). Nel 1904, con il suo ex-allievo Ernesto Lugaro, pubblica l'imponente Trattato delle malattie mentali, in due volumi; il Tanzi-Lugaro divenne il testo di riferimento fondamentale per la psichiatria italiana per i primi due decenni del secolo, lasciando un'influenza a lungo termine nell'area della psicopatologia e della clinica psichiatrica.
Nel 1907, ormai considerato uno dei più noti psichiatri italiani, diviene segretario generale della Società Italiana di Neurologia ed è iniziato in Massoneria nella Loggia "Universo" di Roma.
Nel 1929, assieme ai due Premi Nobel Charles Scott Sherrington e Ivan Pavlov, viene nominato membro onorario del Royal College of Psychiatry.
Muore poco prima dei settantotto anni, a Salò, nel 1934.

## Opere
- La paranoia. Contributo alla teoria delle degenerazioni psichiche, con Gaetano Riva, Reggio Emilia, Tipografia di Stefano Calderini e figlio, 1886.
- I neologismi degli alienati in rapporto col delirio cronico, Reggio Emilia, Tipografia di Stefano Calderini e figlio, 1889.
- I progressi della psichiatria, Un nuovo capitolo della chirurgia cerebrale. Rivista sintetica, Firenze, Le Monnier, 1891.
- I fatti e le induzioni nell'odierna istologia del sistema nervoso. Rassegna critica, Reggio Emilia, Tipografia di Stefano Calderini e figlio, 1893.
- Il misticismo nelle religioni, nell'arte e nella pazzia, Firenze, : Tipografia Cooperativa, 1899.
- Una teoria dell'allucinazione, Firenze, Società Tipografica Fiorentina, 1901.
- La legge sui manicomi e sugli alienati, Bologna, Zamorani e Albertazzi, 1903.
- Trattato delle malattie mentali, Fasc. 1-8, Milano, Società Editrice Libraria, 1904.
- Trattato delle malattie mentali, Fasc. 9-20 (fine), Milano, Società Editrice Libraria, 1904.
- Psichiatria forense, Milano, Vallardi, 1911.
- Il caso giudiziario di Tullio Murri. Considerazioni generali e parere psichiatrico, Bologna, Tipografia Succ. Monti e Noè, 1915.